# در دره سگ آبی
در دره سگ‌آبی (انگلیسی: In Beaver Valley) یک فیلم کوتاه مستند به کارگردانی جیمز آلگار است که در سال ۱۹۵۰ میلادی منتشر شد. این فیلم برندهٔ خرس طلایی از جشنواره فیلم برلین و برندهٔ جایزه اسکار بهترین فیلم کوتاه (دو حلقه‌ای) در ۱۹۵۱ شده است.